# 御嶽神社 (板橋区)
御嶽神社（みたけじんじゃ）は、東京都板橋区桜川にある神社。地名を冠して桜川御嶽神社（さくらがわ みたけじんじゃ）、上板橋御嶽神社（かみいたばし みたけじんじゃ）とも称する。

## 概要
創建年代は不明である。当地には昔からある神社は無く、15世紀中期の太田道灌の江戸城築城の際に、立ち退きを命じられて当地に移転してきた宝田家の私的な稲荷神社しかなかった。そのため誰もが気兼ねなく参拝できる神社を設置すべく、武蔵御嶽神社か金櫻神社から分霊を勧請して創建したという。
当社には、毎年3月8日に大根で鶴亀の飾りを作って、山盛りの飯を供える「毘射祭」がある。

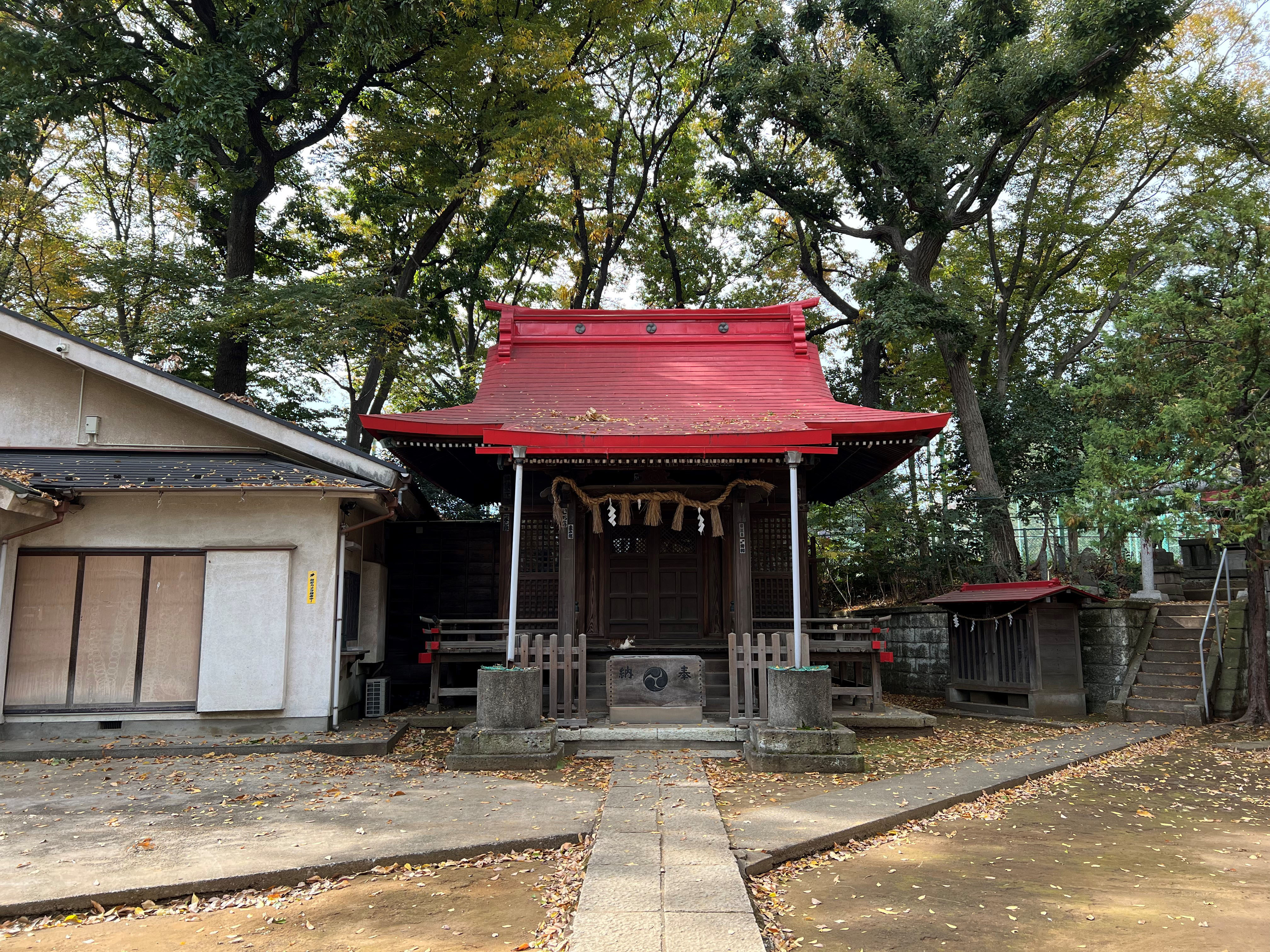
拝殿

## 摂末社
- 稲荷神社
- 神明社

## 氏子区域
- 桜川1丁目の一部
- 上板橋1～3丁目

## 交通アクセス
- 上板橋駅より徒歩11分。